# Ken Coote
Kenneth Alexander Coote est un footballeur anglais né le 19 mai 1928 et mort le 2 août 2003.
Il est principalement connu pour avoir joué pendant près de quatorze années au club de Brentford, dont il est le joueur le plus capé avec 559 matchs joués ainsi qu'un des capitaines emblématiques. Il fait également partie de la sélection londonienne qui dispute entre 1955 et 1958 la première édition de la Coupe des villes de foires et atteint la finale de la compétition.

## Carrière en club

### Jeunesse
Coote commence sa carrière dans les équipes de jeunes du club Alperton Old Boys, une équipe dirigée par le père de Ron Greenwood, ce dernier devenant un de ses amis. Il rejoint ensuite Wembley Football Club (en) qui évolue dans la Middlesex Senior League, où il joue en tant qu'amateur.  Il est repéré par des clubs professionnels, ce qui lui permet de passer deux semaines à l'essai au club de première division Burnley Football Club au printemps 1949,.

### Brentford
Ron Greenwood, qui joue alors pour le club de deuxième division Brentford, est resté ami avec Coote. Il intervient auprès de son manager Jackie Gibbons afin de faire signer Coote à Brentford. Coote signe le contrat et fait ses débuts dans le club lors d’une défaite 4-1 contre Tottenham Hotspur au Griffin Park le jour de l’ouverture de la saison 1949–50. Il commence sa carrière à Brentford en tant qu'inter gauche et marque son premier but pour le club après 20 secondes de jeu lors d'une défaite 4-1 contre les Blackburn Rovers en septembre 1949 . Coote ne parvient pas cependant à s'imposer dans l'équipe jusqu'à ce que le joueur-manager Tommy Lawton le choisisse comme demi gauche pour un match contre Notts County en mars 1953 . Coote réalise alors une performance jugée satisfaisante lors d'une victoire 5-0 qui permet au club de se maintenir en deuxième division. 
Coote devient dès lors le joueur le plus utilisé par Brentford et reste au sein du club après la relégation de celui-ci en division 3 sud au cours de la saison 1953-1954. La longévité de Coote à Brentford au cours des 9 années suivantes lui permet de s'adjuger le record du club de participations consécutives à la FA Cup (30 apparitions). Au cours de sa carrière, il joue à un grand nombre de postes différents, préférant le poste d'arrière d'un côté ou de l'autre du terrain.   
Il parvient plusieurs fois à attirer l'attention des clubs de première division, comme Arsenal et West Bromwich Albion, mais les accords n'aboutiront jamais. À la fin de la saison 1960-1961, le club rend hommage à Coote lors d'un jubilé contre une sélection des meilleurs joueurs de l'histoire du club. 
Malgré son ancienneté, ce n’est que pendant la saison 1962-1963 que Coote  termine sa carrière en tant que capitaine des Bees en remportant un titre de quatrième division. Coote fait sa dernière apparition en décembre 1963 et prend sa retraite en avril 1964. La carrière de Coote à Brentford s'est pratiquement déroulée en parallèle de celle du gardien Gerry Cakebread, les deux hommes ayant été alignés ensemble 357 fois. Coote reste le recordman du nombre de matchs joués au club et n'a jamais été exclu par un carton rouge au cours de sa carrière, ce qui est rare pour un défenseur. À la fin de sa carrière professionnelle, Coote se voit offrir la possibilité de poursuivre sa carrière en amateur, mais il choisit de prendre complètement sa retraite du football. Il reçoit un nouvel hommage de son club lors d'un second jubilé contre West Ham United dirigé par Ron Greenwood en septembre 1965. Il lui est fait cadeau de plus de 1 000 £. 
En 2013, Coote est classé deuxième des meilleurs capitaines de Brentford de tous les temps lors d'un sondage réalisé à l'occasion du 125e anniversaire de la Ligue de football. 

## Sélection
Les performances de Coote à Brentford lui valent d'être sélectionné dans différentes équipes. Il est nommé comme réserviste d'une sélection des meilleurs joueurs de la Troisième Division Sud lors d'un match contre la Troisième Division Nord le 2 avril 1957 . Coote est également sélectionné dans le Londres XI regroupant les meilleurs joueurs londoniens qui atteint la finale de la Coupe des villes inter-villes de 1955-1958.  Il participe aux matchs de phase de groupes et en demi-finales contre Bâle XI et Lausanne Sports, puis à la finale aller contre Barcelone (2-2). L'équipe anglaise s'inclinera lors du match retour. 

## Vie privée
Après avoir terminé son service national et avant de signer pour Brentford, Coote travaille pour son père en tant que déménageur. Après sa retraite du football, Coote utilise les 1 000 £ gagnés lors de son deuxième jubilé pour acheter une maison dans la région de Brentford. Il est ensuite gérant d'un magasin de paris à Hounslow, appartenant à un de ses anciens coéquipier de Brentford, Frank Morrad. Le 2 août 2003, Coote meurt à l'âge de 75 ans des suites d'une courte maladie. Il vivait alors à Whitton. 

## Statistiques
| Saison                | Club                  | Championnat           | Championnat | Championnat | Coupe nationale | Coupe nationale | Coupe de la Ligue | Coupe de la Ligue | Total | Total |
| Saison                | Club                  | Division              | M.          | B.          | M.              | B.              | M.                | B.                | M.    | B.    |
| 1949-1950             | Brentford FC          | D2                    | 20          | 3           | -               | -               | -                 | -                 | 20    | 3     |
| 1950-1951             | Brentford FC          | D2                    | 5           | 1           | 1               | 0               | -                 | -                 | 6     | 1     |
| 1951-1952             | Brentford FC          | D2                    | 24          | 3           | 4               | 1               | -                 | -                 | 28    | 4     |
| 1952-1953             | Brentford FC          | D2                    | 17          | 1           | -               | -               | -                 | -                 | 17    | 1     |
| 1953-1954             | Brentford FC          | D2                    | 40          | 0           | 3               | 0               | -                 | -                 | 43    | 0     |
| 1954-1955             | Brentford FC          | D3                    | 37          | 1           | 6               | 0               | -                 | -                 | 43    | 1     |
| 1955-1956             | Brentford FC          | D3                    | 45          | 2           | 2               | 0               | -                 | -                 | 47    | 2     |
| 1956-1957             | Brentford FC          | D3                    | 44          | 1           | 3               | 0               | -                 | -                 | 47    | 1     |
| 1957-1958             | Brentford FC          | D3                    | 45          | 2           | 1               | 0               | -                 | -                 | 46    | 2     |
| 1958-1959             | Brentford FC          | D3                    | 44          | 0           | 4               | 0               | -                 | -                 | 48    | 0     |
| 1959-1960             | Brentford FC          | D3                    | 42          | 0           | 2               | 0               | -                 | -                 | 44    | 0     |
| 1960-1961             | Brentford FC          | D3                    | 41          | 0           | 2               | 0               | 3                 | 0                 | 46    | 0     |
| 1961-1962             | Brentford FC          | D3                    | 45          | 0           | 5               | 0               | 1                 | 0                 | 51    | 0     |
| 1962-1963             | Brentford FC          | D4                    | 46          | 0           | 1               | 0               | 2                 | 0                 | 49    | 0     |
| 1963-1964             | Brentford FC          | D3                    | 19          | 0           | 1               | 0               | 4                 | 0                 | 24    | 0     |
| Total sur la carrière | Total sur la carrière | Total sur la carrière | 514         | 14          | 35              | 1               | 10                | 0                 | 559   | 15    |

## Palmarès
Brentford
- Quatrième division de la ligue de football : 1962-1963 [1]

## Distinctions
- Joueur de l'année des supporters de Brentford : 1961–62 [1]
- Membre du Brentford Hall of Fame [12]